# Robert Crown
Robert Crown, ros. Роман Васильевич Кроун (ur. 1 stycznia 1754 na farmie Mortown w pobliżu miasta Perth w Szkocji, zm. 21 kwietnia 1841 w Sankt-Petersburgu) − brytyjski oficer w służbie rosyjskiej, admirał floty imperialnej, uczestnik wojny ze Szwecją i wojen napoleońskich. 

## Życiorys
Pochodził z rodziny szkockich dzierżawców, spokrewnionych z klanem Gregor. Służbę na morzu rozpoczął w marynarce handlowej, później wstąpił do Royal Navy, biorąc udział w wojnie o niepodległość Stanów Zjednoczonych. Ponieważ brak protekcji i odpowiednich koneksji czyniły niemożliwym szybki awans w służbie brytyjskiej, w początku 1788 roku zdecydował się zostać oficerem marynarki rosyjskiej. Formalnie został wciągnięty na listę oficerów floty imperialnej 4 lutego tego roku, w stopniu porucznika.

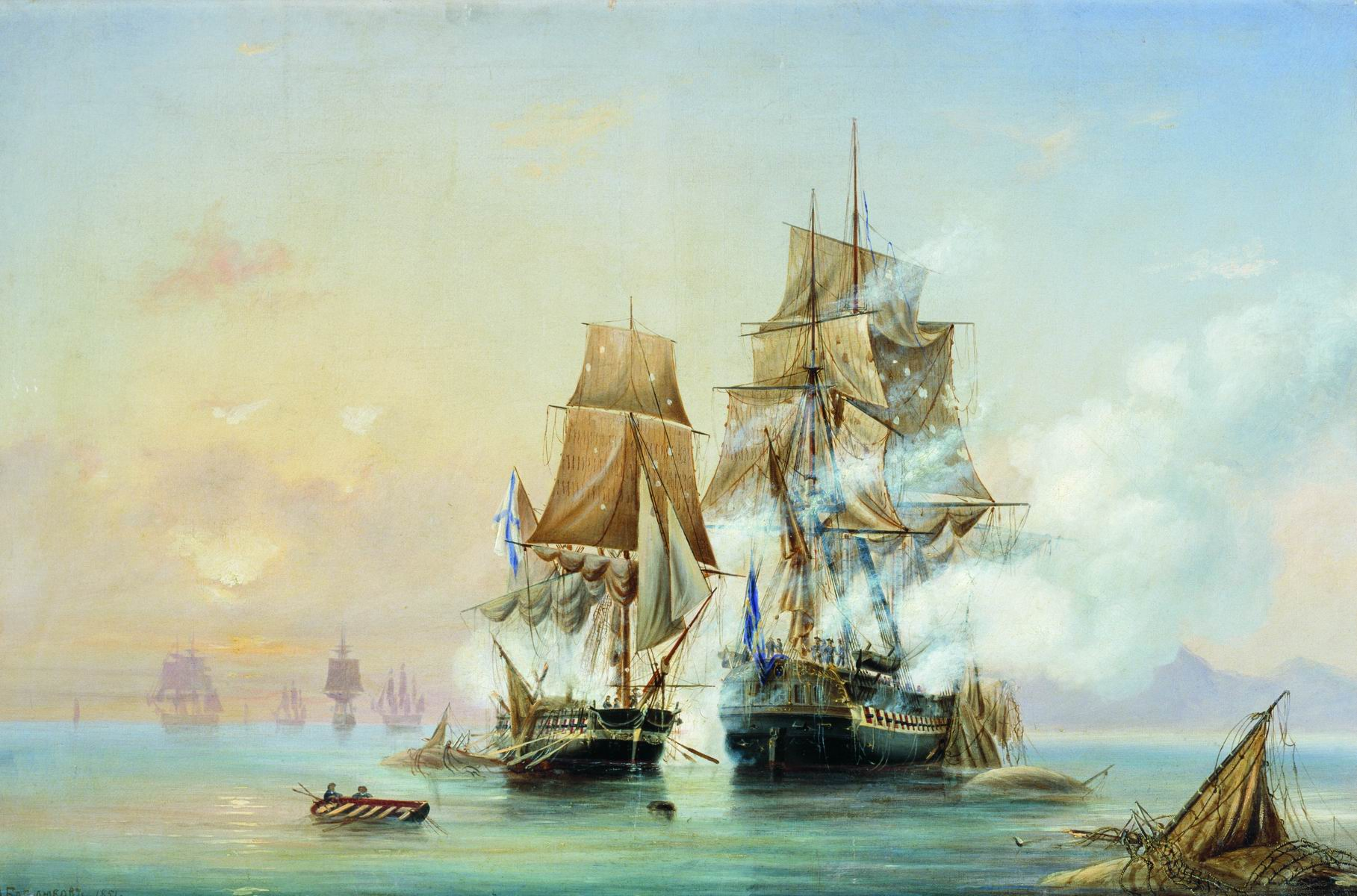
Zdobycie "Venus" przez "Mierkuriego"

Już 10 marca 1788 roku Robert (w rosyjskiej służbie oficjalnie Roman Wasiliewicz) Crown został awansowany do stopnia kapitan-lejtenanta (odpowiednik kapitana marynarki) i mianowany dowódcą 24-działowego kutra Floty Bałtyckiej "Mierkurij", wchodzącego w skład eskadry bazującej w Kopenhadze. Po wybuchu wojny ze Szwecją kapitan Crown ze swym okrętem pełnił służbę patrolową na Bałtyku, odnosząc szereg sukcesów. Do najważniejszych należało zdobycie 21 maja 1789 roku w śmiałej akcji w Christiansfjordzie 44-działowej fregaty "Venus". Przyniosła ona Crownowi awans na kapitana 2 rangi (komandora porucznika), odznaczenie Orderem św. Jerzego IV klasy i dowództwo zdobytej jednostki.
Na "Wienus" wziął udział w dalszym ciągu wojny rosyjsko-szwedzkiej, uczestnicząc w bitwach pod Rewlem 2 maja 1790 roku, za którą został nagrodzony złotą szpadą "za odwagę" i pod Wyborgiem 23 czerwca 1790 roku. W toku tej ostatniej jego okręt zatopił 12 szwedzkich łodzi wiosłowych, zdobył pięć galer, kuter i statek transportowy oraz po pojedynku artyleryjskim i abordażu okręt liniowy "Rättvisan". W uznaniu zasług został odznaczony Orderem św. Włodzimierza III klasy i awansowany do stopnia kapitana 1 rangi (komandora).
W czasie wojny II koalicji antyfrancuskiej Robert Crown wziął udział w anglo-rosyjskiej inwazji w Holandii. 22 stycznia 1799 roku został mianowany kontradmirałem, 11 lutego 1804 roku wiceadmirałem. W 1812 roku, na czele sześciookrętowej eskadry rosyjskiej przeszedł z Archangielska do Wielkiej Brytanii i w oparciu o tamtejsze porty wziął udział w blokadzie Francji. W 1814 roku, po Restauracji Burbonów, przewiózł z Londynu do Francji na pokładzie swego okrętu flagowego króla Ludwika XVIII. Po zakończeniu wojen napoleońskich powrócił do Floty Bałtyckiej. 8 lutego 1824 roku został awansowany do stopnia pełnego admirała. Przeszedł w stan spoczynku w 1831 roku i osiadł na stałe w Petersburgu, gdzie zmarł 10 lat później.